# Santa Galla (församling)
Santa Galla är en församling i Roms stift, belägen i Garbatella i Quartiere Ostiense och helgad åt den heliga Galla av Rom. Församlingen upprättades den 13 december 1940 genom dekretet ”Templum in honorem” av kardinalvikarie Francesco Marchetti Selvaggiani.
Till församlingen Santa Galla hör följande kyrkobyggnader:
- Santa Galla, Circonvallazione Ostiense 195

## Institutioner inom församlingen
- Istituzione scolastica – Benedetta Cambiagio, Via della Moletta 10
- Casa di istituto religioso femminile – Comunità Sorelle di Gesù Salvatore, Via Pietro Felter 15
- Casa di istituto religioso femminile – Istituto «Benedetta Cambiagio», Suore Benedettine della Provvidenza (S.B.P.), Via della Moletta 10